# Sergheevca, Cetatea Albă
Sergheevca (în ucraineană Сергіївка, transliterat: Serhiivka) este un sat în comuna Culevcea din raionul Cetatea Albă, regiunea Odesa, Ucraina.

## Demografie
Componența lingvistică a comunei Sergheevca
     Rusă (82,89%)
     Ucraineană (9,23%)
     Bulgară (5%)
     Română (2,11%)
     Alte limbi (0,63%)
Conform recensământului din 2001, majoritatea populației comunei Sergheevca era vorbitoare de rusă (82,89%), existând în minoritate și vorbitori de ucraineană (9,23%), bulgară (5%) și română (2,11%).